# Anya Seton
Anya Seton (23 de enero de 1904 - 8 de noviembre de 1990), era el seudónimo de Ann Seton, escritora americana de novelas históricas.

## Biografía
Ann Seton nació en la ciudad de Nueva York y falleció en Greenwich. Era la hija de Ernest Thompson Seton y de Grace Gallatin. Su cuerpo descansa en el cementerio de Putman, Greenwich.
Algunas de sus novelas han llegado a ser best sellers. Dos de ellas han llegado a convertirse en películas de Hollywood: Dragonwyck (1944) y Foxfire (1950).

Tres de sus trabajos clásicos en el género, que mantienen popularidad hasta el día de hoy son: 
- Katherine
- Green Darkness
- The Winthrop Woman

## Obras
- My Theodosia (1941)
- Dragonwyck (1944) El castillo de Dragonwyck [Bruguera (Ediciones B), 1976] / Dragonwyck (Libros de Seda, 2018, 2019)
- The Turquoise (1946)
- The Hearth and Eagle (1948)
- Foxfire (1951)
- Katherine (1954) Catalina, duquesa de Lancaster (Libros de Seda, 2019)
- The Mistletoe and Sword (1955)
- The Winthrop Woman (1958) La rebelde   (Caralt Editores, S.A., 1969)
- Devil Water (1962)
- Avalon (1965) Avalón (Plaza & Janés, 1968)
- Green Darkness (1973) Verde oscuridad (Ultramar Editores, S.A., 1974, 1983)
- Smouldering Fires (1975)

En español, además:
- Espejismo   (Caralt Editores, S.A., 1957)
- Romántica odisea   (Caralt Editores, S.A., 1970)

## Links de referencia
- Datos: Q2857861
- Multimedia: Anya Seton / Q2857861